# Kraftwerk Jochenstein
Das Kraftwerk Jochenstein ist ein Laufwasserkraftwerk in der Donau an der deutsch-österreichischen Grenze, das seinen Namen vom nahen Felsen Jochenstein ableitet. Die technischen Anlagen befinden sich auf dem Gebiet der Marktgemeinden Untergriesbach (Niederbayern) und Engelhartszell (Oberösterreich).

## Geschichte
Für den Bau wurde 1952 die Donaukraftwerk Jochenstein AG (DKJ) als Aktiengesellschaft nach deutschem Recht gegründet; dies geschah unmittelbar nach dem Abschluss eines entsprechenden Regierungsabkommens zwischen der Bundesrepublik Deutschland und der Republik Österreich im Februar 1952. Innerhalb eines halben Jahres wurde ein ausschreibungsreifer Bauentwurf von Architekt Roderich Fick erstellt, so dass Ende des Jahres 1952 mit den Bauarbeiten für das Hauptbauwerk und den Stauraum des Kraftwerkes Jochenstein begonnen werden konnte. Wegen des Hochwassers 1954 musste noch vor der Indienststellung ein Teil des Kraftwerks gesprengt werden.
Die Inbetriebnahme der ersten drei Maschinensätze erfolgte im Frühjahr 1955, die des vierten Maschinensatzes im Mai 1956. Am 20. August 1956 wurde nach 45-monatiger Bauzeit der fünfte Maschinensatz in Betrieb genommen. Die Stromabnehmer sind je zur Hälfte die Rhein-Main-Donau AG und die österreichische Verbund AG.
Seit dem 1. Juli 1999 liegt die Betriebsführung der Donaukraftwerk Jochenstein AG bei der Grenzkraftwerke GmbH, die auch für die Betriebsführung der am oberen und unteren Inn gelegenen Kraftwerke der ÖBK verantwortlich ist.
2013 erfolgte ein Anteilstausch zwischen der Verbund AG (Österreich) und dem deutschen Stromkonzern E.ON. Dabei gingen die Anteile der E.ON an acht bayerischen Wasserkraftwerken, darunter auch am Kraftwerk Jochenstein, voll in den Besitz der Verbund AG über.
Seit mehreren Jahrzehnten gibt es Planungen für das Pumpspeicherkraftwerk Riedl. 2012 wurde um Baubewilligung angesucht, eine Bewilligung erscheint für 2021 möglich.

## Technik
Das Kraftwerk Jochenstein hat eine Ausbauleistung von 132 MW und ein mittleres Jahresarbeitsvermögen von 850 Mio. kWh. Alle fünf Maschinensätze sind Kaplan-Turbinen mit Drehstrom-Synchron-Generatoren. Die 1952 von Voith gelieferten Turbinen haben einen Durchmesser von 7,4 Meter. Die beweglichen Elemente des Stauwehrs sind nahe dem österreichischen Ufer angeordnet, das Krafthaus mit den Turbinen in der Flussmitte beim Felsen Jochenstein, während die Schiffsschleuse und die Schaltanlage auf der bayerischen Seite liegen. Der Pegel des Oberwassers bei Normalstau liegt bei 290,0 Metern über Normalhöhennull, die Länge der Stauhaltung ist etwa 27 km und die Fallhöhe 9,78 m.

## Publikumsverkehr und Nutzung als Brücke
Fußgänger und Radfahrer können seit etwa 1990 über das Kraftwerk hier ganzjährig die Donau während der Öffnungszeiten (6 Uhr bis 22 Uhr) überqueren. Für die Querung der Schleusenanlage gibt es zwei Treppen mit zusammen 81 Stufen. Für Fahrräder wurde eine einfache Schiebehilfe aus Aluminiumblech neben der Treppe installiert. Auf österreichischer Seite gibt es am ersten Stauwehr ein Informationszentrum für Besucher mit kostenlosem Eintritt.

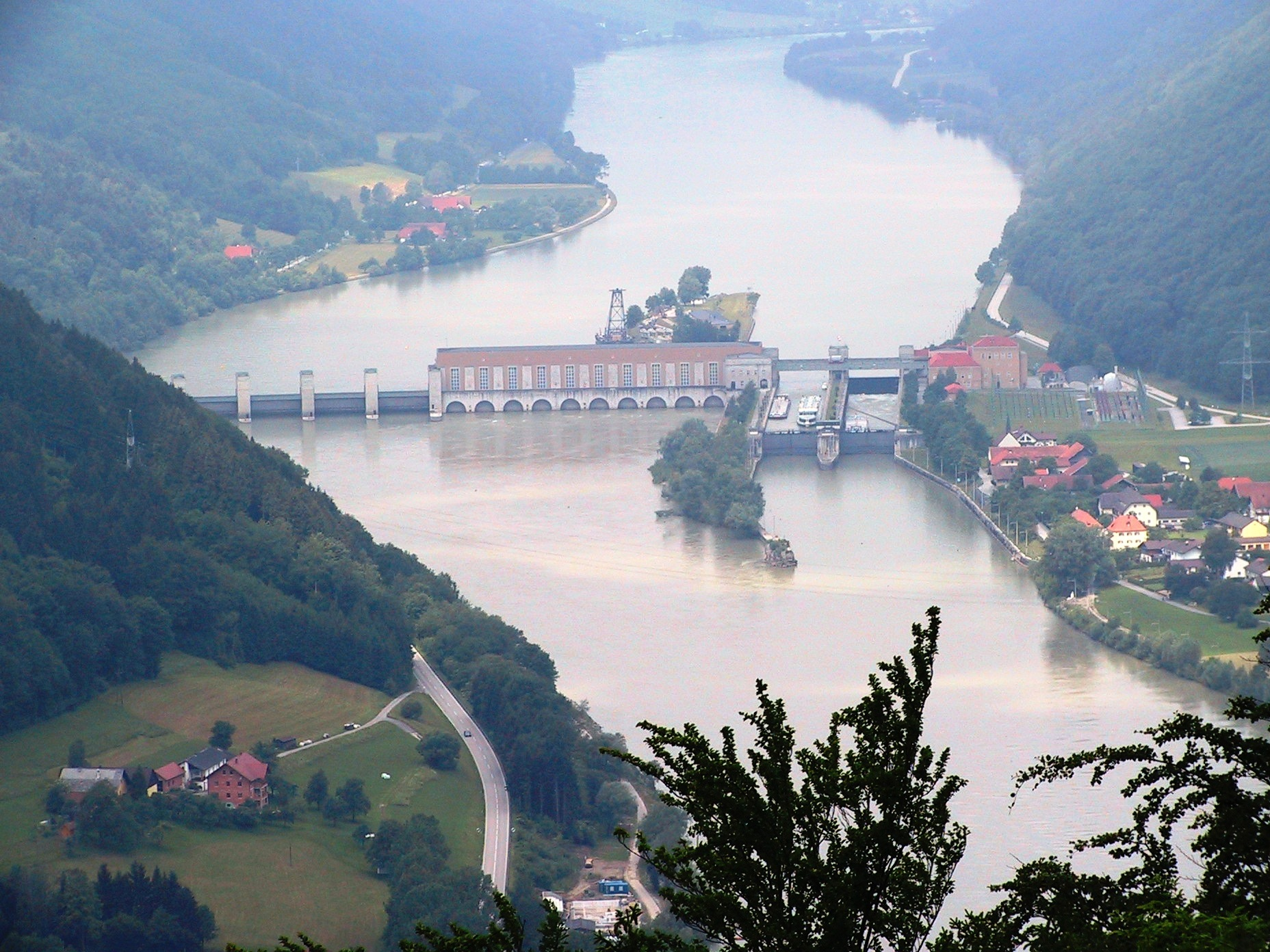
Luftbild
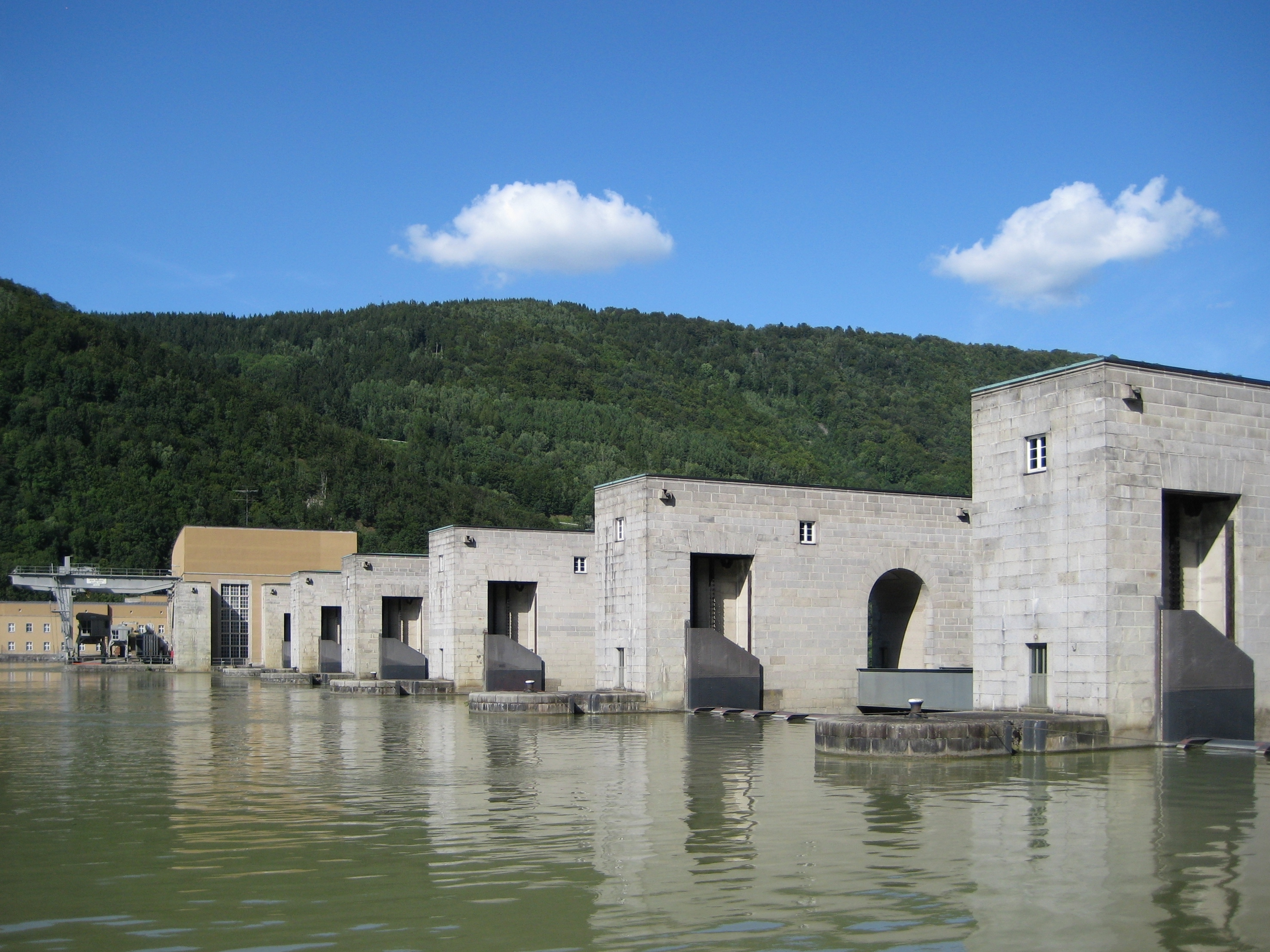
Stauwehr
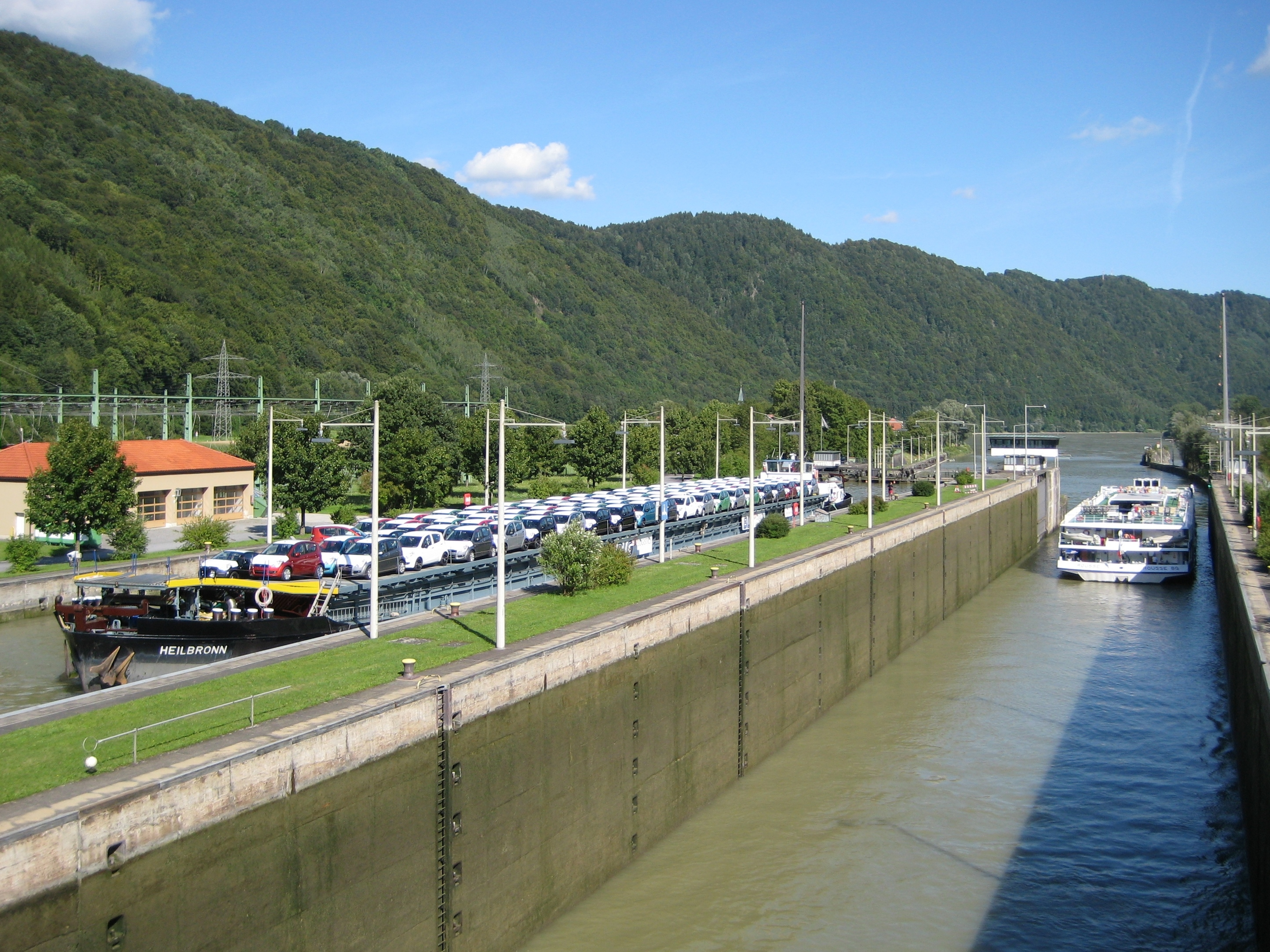
Schleuse
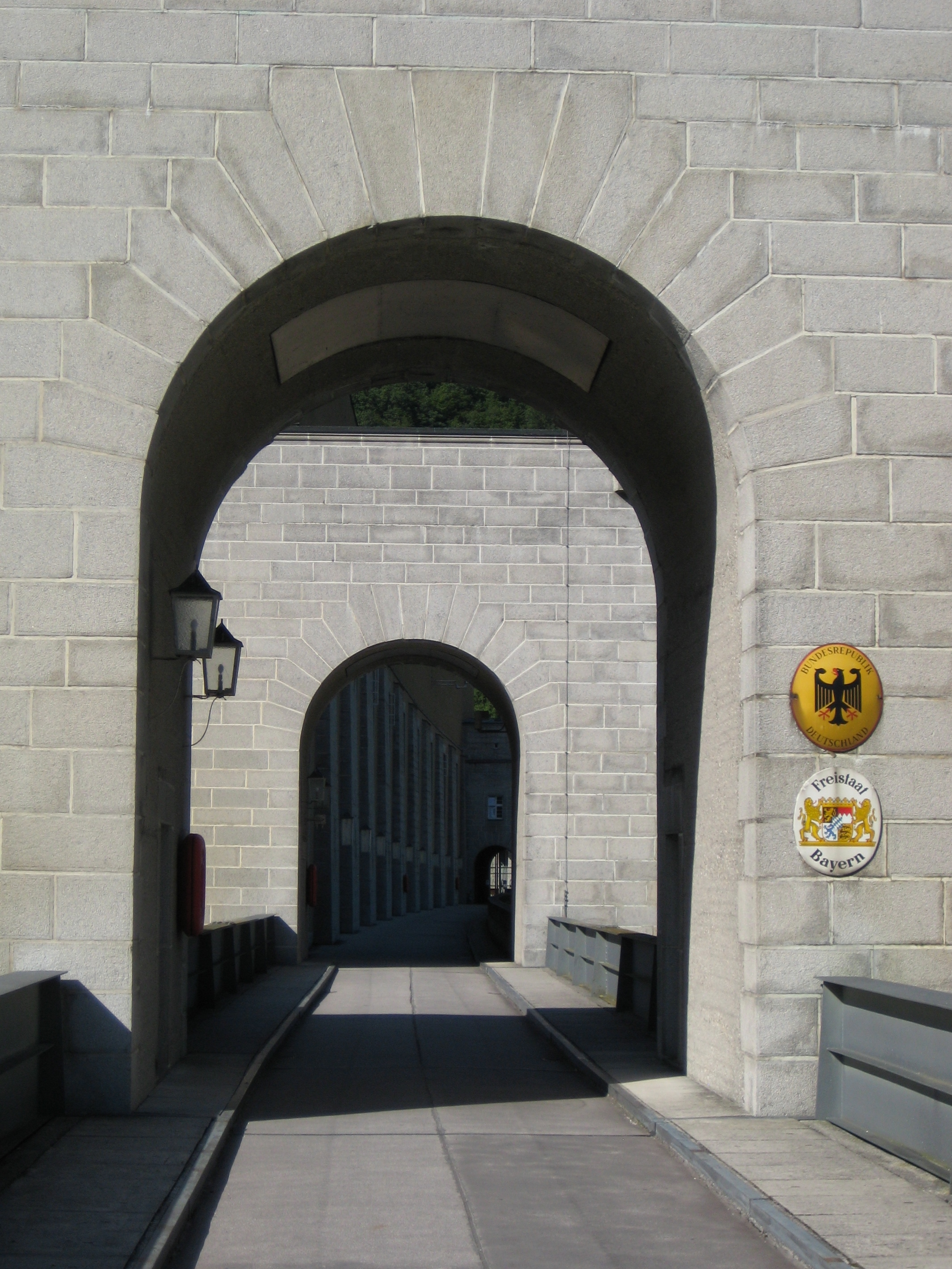
Deutsch-österreichische Staatsgrenze